# Vij (film 1916)
Vij (Вий) è un film muto del 1916 diretto da Władysław Starewicz.